# Paul McKee
Paul McKee, född den 15 oktober 1977 är en irländsk friidrottare som tävlar i kortdistanslöpning.
McKee deltog vid EM i München 2002 där han blev utslagen i semifinalen på 400 meter. Vid inomhus-VM 2003 blev han bronsmedaljör på 400 meter med tiden 45,99. 
Han deltog både vid VM 2003 och vid EM 2006 utan att ta sig vidare från försöken.

## Personliga rekord
- 200 meter - 20,81
- 400 meter - 45,58